# カタリノ・リバロラ
カタリノ・リバロラ（Catalino Rivarola Méndez、1965年4月30日 - ）は、パラグアイの元サッカー選手。元パラグアイ代表。ポジションはディフェンダー。

## 来歴
1988年にパラグアイ代表デビュー。コパ・アメリカ1989、コパ・アメリカ1991に出場した。1998 FIFAワールドカップ・南米予選では11試合に出場、3大会ぶりのワールドカップ出場権を獲得した。1998 FIFAワールドカップではメンバーに選ばれたが、出場機会は無かった。パラグアイ代表で52試合に出場、4得点をあげた。

## 代表歴

### 出場大会
- パラグアイ代表
  - 1998 FIFAワールドカップ

### 試合数
- 国際Aマッチ 52試合 4得点（1988年-1998年）[1]

| パラグアイ代表 | 国際Aマッチ | 国際Aマッチ |
| 年             | 出場        | 得点        |
| -------------- | ----------- | ----------- |
| 1988           | 8           | 1           |
| 1989           | 12          | 0           |
| 1990           | 0           | 0           |
| 1991           | 7           | 0           |
| 1992           | 0           | 0           |
| 1993           | 6           | 1           |
| 1994           | 0           | 0           |
| 1995           | 0           | 0           |
| 1996           | 5           | 1           |
| 1997           | 6           | 1           |
| 1998           | 8           | 0           |
| 通算           | 52          | 4           |